# 67ª sessione dell'Assemblea generale delle Nazioni Unite
La 67ª sessione dell'Assemblea generale delle Nazioni Unite ha avuto inizio il 18 settembre 2012 e si è conclusa l'11 settembre 2013. Il Presidente dell'Assemblea generale delle Nazioni Unite venne scelto dal Gruppo dell'Europa orientale (in inglese Eastern European Group, o EEG), con l'allora Ministro degli affari esteri della Serbia Vuk Jeremić che batté la controparte lituana Dalius Čekuolis durante le apposite elezioni. In particolare, la sessione portò alla Risoluzione 67/19 dell'Assemblea generale delle Nazioni Unite che ha concesso alla Palestina lo status di Stato osservatore dell'Assemblea Generale delle Nazioni Unite.

## Organizzazione della sessione
Il 23 giugno 2011, il rappresentante per la Serbia, Vuk Jeremić venne eletto Presidente dell'Assemblea generale delle Nazioni Unite dopo aver battuto il corrispettivo lituano Dalius Čekuolis nelle apposite elezioni. In quell'occasione fu il turno del Gruppo dell'Europa Orientale a presiedere l'Assemblea generale. Jeremić affermò che la 67ª sessione avrebbe dato priorità a quelle che ha definito "questioni di grande preoccupazione, tra cui la promozione dello sviluppo sostenibile e l'unità di mantenimento tra gli Stati membri dell'ONU. Nel suo discorso di accettazione dell'incarico, disse:
"Spero che i nostri sforzi congiunti ci aiutino ad avvicinarci al giorno in cui l'umanità avrà placato le sue ferite e abolito i suoi timori; e, così facendo, a promuovere le aspirazioni dei popoli delle Nazioni Unite per salvare le generazioni successive dal flagello della guerra. Sia volontà di Dio che la prossima sessione dell'Assemblea generale passi alla storia come una sessione di pace."
Come da tradizione nel corso delle sessioni dell'Assemblea generale, il Segretario Generale Ban Ki-moon ha estratto lo Stato membro che avrebbe presieduto l'aula dell'Assemblea generale. L'8 giugno 2012 la Jamaica venne scelta per presiedere l'aula, e a seguire gli altri Stati membri in ordine di traduzione in lingua inglese del suo nome, e il medesimo ordine viene seguito all'interno delle sei commissioni principali.
Vennero eletti anche i Presidenti e i funzionari delle sei Commissioni principali: 
1. La Commissione su questioni concernenti il disarmo e la sicurezza internazionale;
2. La Commissione su questioni economiche e finanziarie
3. La Commissione su questioni sociali, umanitarie e culturali;
4. La Commissione sulle questioni politiche speciali e decolonizzazione;
5. La Commissione su questioni amministrative e di bilancio dell'ONU;
6. La Commissione sulle questioni legali.

I 19 vicepresidenti dell'Assemblea generale delle Nazioni Unite eletti provenivano dall'Afghanistan, Bangladesh, Cina, Libano e Nepal per il gruppo dei paesi asiatici, da Algeria, Angola, Congo, Ghana e Sierra Leone per il gruppo dei paesi africani, Russia per il gruppo dei paesi est-europei, Honduras, Perù e Trinidad e Tobago per i paesi dell'America latina e dei Caraibi, Francia, Israele, Olanda, Regno Unito e Stati Uniti per il gruppo dei paesi europei occidentali e altri. Un ulteriore membro africano sarebbe stato eletto successivamente.

## Calendario di apertura
La sessione di apertura della 67ª sessione dell'Assemblea generale delle Nazioni Unite comprese:
- L'apertura ufficiale della sessione il 18 settembre 2012
- Un incontro ad alti livello circa la rule of law il 24 settembre 2012
- Inizio effettivo del dibattito generale dalle ore 10:00 del 25 settembre 2012 e dalla durata di una settimana

Il Presidente Vuk Jeremic affermò all'apertura della sessione: "La pace e la sicurezza sono un prerequisito per la stabilità necessaria per la crescita economica globale, lo sviluppo sostenibile e il progresso sociale. Il nostro obbiettivo dovrebbe essere la piena implementazione del mandato che questa istituzione ho ricevuto alla Conferenza di Rio+20 sullo sviluppo sostenibile. Questo richiederà un impegno deciso nel rispettare non solo le scadenze procedurali ma anche gli obbiettivi politici e finanziari che è stato progettato per realizzare." Ha anche affermato che il tema principale della sessione sarebbe la risoluzione pacifica delle controversie internazionali: "Spero che questo accordo quadro servirà ulteriormente la nobile causa di prevenire i conflitti e risolvere quelli esistenti." Oltre a rispettare la rule of law: "Quasi 800 anni dopo la Magna Carta, molte persone in tutto il mondo non godono ancora dei diritti fondamentali sanciti in quel documento fondamentale - diritti che proteggono gli individui, consentendo ai paesi di svilupparsi in pace e sicurezza, come pari sovrani. Esorto quindi gli Stati membri ad accordarsi su un documento di consenso entro pochi giorni dall'inizio del dibattito ad alto livello sulla rule of law." Altri obbiettivi importanti della sessione sono: la pace e la sicurezza come strumenti per migliorare lo sviluppo economico, un focus prima della scadenza degli Obiettivi di sviluppo del Millennio nel 2015, il raggiungimento degli impegni assunti alla Conferenza delle Nazioni Unite sullo sviluppo sostenibile in Brasile a giugno 2012, progressi in materia di controllo sugli armamenti e di disarmo, rafforzamento delle operazioni di pace delle Nazioni Unite, coordinamento delle risposte globali al terrorismo non-statale e promozione dei diritti umani.
Egli si congratulò anche col Segretario generale delle Nazioni Unite Ban Ki-moon, il quale disse della sessione in corso: "Stiamo vivendo in un periodo di disagio. Questi sono tempi di crescente disoccupazione, crescente disuguaglianza, crescenti temperatura - e crescenti intolleranze. Le Nazioni Unite devono farsi sentire in questo momento."

## Agenda della sessione
Una moltitudine di tematiche, incluse le questioni amministrative per le Nazioni Unite, sono state all'ordine del giorno preliminare della sessione. Vi è stato anche un programma giorno per giorno.
Il 24 settembre 2012 si è svolta una riunione di alto livello sulla rule of law. Il Presidente della sessione Vuk Jeremic ha fatto anche parte di una commissione di tre persone nel Post-2015 Development Agenda in riguardo alle scadenze per raggiungere gli Obbiettivi di Sviluppo del Millennio. I tre componenti sono stati Susilo Bambang Yudhoyono per l'Indonesia, Ellen Johnson Sirleaf per la Liberia e David Cameron per il Regno Unito.

## Risoluzioni
Le risoluzioni negoziate sono state portate di fronte all'Assemblea generale delle Nazioni Unite tra il 3 ottobre 2012 e l'estate 2013. La Risoluzione 67/19 dell'Assemblea generale delle Nazioni Unite ha conferito alla Palestina lo status di Stato osservatore dell'Assemblea Generale delle Nazioni Unite.